# Alexandre Letellier
Alexandre Letellier (* 11. Dezember 1990 in Paris) ist ein französischer Fußballtorwart.

## Karriere
Letellier wurde 2009 als 18-Jähriger in die zweite Mannschaft des französischen Spitzenklubs Paris Saint-Germain aufgenommen und spielte eine Saison lang für das Viertligateam, ehe er im Sommer 2010 vom SCO Angers unter Vertrag genommen wurde. Dort stand er zugleich im Kader der ersten Mannschaft, wo er gelegentlich auf der Ersatzbank saß. Nebenbei spielte er für die Reservemannschaft. Nachdem er im Verlauf der ersten beiden Spielzeiten in der ersten Mannschaft nicht zum Einsatz gekommen war, bestritt er zu Beginn der Saison 2012/13 drei Spiele in der Coupe de la Ligue. Obwohl er als zweiter Torwart hinter Grégory Malicki gesetzt war, sollte Letellier im Januar 2013 bei einem Zweitligaspiel gegen EA Guingamp dem 39-Jährigen Stammtorwart vorgezogen werden. Nachdem dieses Spiel aufgrund problematischer Wetterverhältnisse verschoben worden war, wurde auch Letelliers Debüt abgesagt. Letzteres gelang ihm stattdessen am 12. April 2013, als er gegen Chamois Niort von Beginn an spielte und bei dem 0:0 ohne Gegentor blieb.
In den nachfolgenden Jahren kam er nicht über seine Reservistenrolle hinaus, was sich auch mit Malickis Abschied im Jahr 2014 nicht änderte. Am Ende der Spielzeit 2014/15 erreichte er mit seiner Mannschaft den Aufstieg in die höchste französische Spielklasse. 2018 und 2019 wurde er für jeweils kurze Zeit an BSC Young Boys, ES Troyes AC und Sarpsborg 08 FF verliehen. Im Januar 2020 wechselte er ablösefrei zu US Orléans, im September desselben Jahres folgte der Wechsel zurück zu Paris Saint-Germain.
Im Sommer 2024 verließ er Paris Saint-Germain.